# Oberrod
Oberrod település Németországban, Rajna-vidék-Pfalz tartományban. Lakosainak száma 651 fő (2023. december 31.).

## Népesség
A település népességének változása:
| Lakosok száma | 602  | 676  | 673  | 617  | 635  | 651  |
|               | 1975 | 2017 | 2019 | 2021 | 2022 | 2023 |